# Caius Junius Silanus (consul en 10)
Pour les articles homonymes, voir Junius Silanus.
Caius Junius Silanus est un sénateur et un homme politique de l'Empire romain.

## Biographie
Né vers -23, il est consul sous Auguste en l'an 10, proconsul d'Asie sous Tibère en 20-21, condamné pour concussion, et relégué dans l'île de Cythnos. 
À cette époque la concussion était considérée comme un crime administratif, une sorte d'abus de pouvoir, qui n'avait rien de déshonorant pour le coupable personnellement; d'ailleurs Caius Silanus avait parcouru brillamment la carrière des honneurs et avait rendu de grands services à la République; aussi ne fut-il, pour toute punition, que relégué dans l'île de Kýthnos, une des plus belles de l'archipel grec et voisine de l'Attique.

## Famille
Il est le fils de Caius Junius Silanus, consul en -17, et de son épouse Claudia Appia. Il à deux frères et une sœurs , Marcus Iunius Silanus, consul en 15, Decimus Junius Silanus et Junia Torquata, qui était une grande vestale, « d'une sainteté égale à celle d'autrefois. »
De son union avec une femme au nom inconnu, il est le père de Caius Appius Junius Silanus, consul en 28.